# Пиотровский, Борис Михайлович
Бори́с Михаи́лович Пиотро́вский (род. 10 июля 1982 года, Ленинград, СССР) — издатель, государственный деятель, вице-губернатор Санкт-Петербурга с 2021 года, кандидат экономических наук (2011), член-корреспондент РАХ.
Сын директора Государственного Эрмитажа академика М. Б. Пиотровского, внук Б. Б. Пиотровского.

## Биография
Родился в семье Пиотровских — востоковеда Михаила Борисовича (род. 1944), позже директора Эрмитажа, и Ирины Леонидовны, сотрудницы администрации Санкт-Петербурга.
С детства занимался в Эрмитаже, помогал[прояснить] отцу.
После окончания школы в 1999 году поступил в Санкт-Петербургский государственный университет экономики и финансов по направлению «менеджмент».
С 2006 года работал в Эрмитаже (участвовал в создании сайта и образовательного центра Государственного Эрмитажа). Тогда же выступил соучредителем издательства «АРКА» — независимого издательского партнера Государственного Эрмитажа, ориентированного на создание книг разных жанров по искусству и культурологии. Издательством выпускается большое количество детской, познавательной литературы, оригинальные музейные азбуки, монографии по русской и зарубежной истории, книги об архитектуре. «АРКА» — партнёр многочисленных иностранных издательств. Книги издательского дома представлены по всему миру.
Окончил аспирантуру Санкт-Петербургского государственного университета экономики и финансов, 14 июня 2010 года под руководством В. Д. Морозовой защитил кандидатскую диссертацию «Управление эффективным развитием малых предприятий» (официальные оппоненты С. А. Уваров и К. А. Соловейчик).
В 2018 году стал организатором открытого конкурса авторских принтов среди графических дизайнеров, художников и иллюстраторов Hermitage Design Contest. В 2019 году работал продюсером русского павильона на Венецианской биеннале.
В сентябре 2020 года председатель комитета по культуре Санкт-Петербурга Константин Сухенко назначил Бориса Пиотровского первым заместителем председателя комитета. Назначение одобрил губернатор Александр Беглов.
С 14 сентября 2020 года — первый заместитель председателя комитета по культуре правительства Санкт-Петербурга.
15 января 2021 года губернатор Санкт-Петербурга Александр Беглов предложил законодательному собранию 6 созыва назначить Бориса Пиотровского вице-губернатором по культуре. 20 января депутаты заксобрания утвердили кандидатуру Пиотровского: за проголосовали 35 депутатов, 8 выступили против, один воздержался. На этой должности он сменил Владимира Кириллова, который был назначен директором Музея истории Санкт-Петербурга. Как вице-губернатор Санкт-Петербурга курирует вопросы культуры и спорта.

## Признание
- Орден Дружбы (24 января 2025 года) — за достигнутые трудовые успехи и многолетнюю добросовестную работу[6]
- Почётная грамота Президента Российской Федерации (27 февраля 2023 года) — за активное участие в создании монумента, посвящённого 100-летию Кронштадтского восстания[7].
- Почётная грамота Правительства Российской Федерации (19 ноября 2024 года) — за большой вклад в подготовку и проведение X Санкт-Петербургского международного форума объединённых культур[8].
- В 2013 году был избран членом-корреспондентом Российской академии художеств по отделению дизайна[2].
- Почётный житель посёлка Комарово (2023 год).

## Основные работы
«Эрмитаж VR. Погружение в историю» (документально-игровой фильм в формате виртуальной реальности), «Романтика и усердие» (посвящен экспозиции актуального корейского современного искусства), VR-истории, связанные с экологией и защитой окружающей среды.